# BM-27 Uragan
BM-27 Uragan (tiếng Nga: Ураган, 'cuồng phong'; mã định danh GRAU 9P140) là một tổ hợp pháo phản lực bắn loạt tự hành do Liên Xô chế tạo. Nó bắt đầu được trang bị cho Lục quân Liên Xô vào cuối thập niên 1970. Tổ hợp này có khả năng bắn các đạn phản lực 220 mm từ 16 ống phóng đặt trên khung gầm của xe ZIL-135 8x8.

## Quốc gia sử dụng
- Afghanistan - 18
- Belarus - 84
- Trung Quốc -
- Guinée - 3
- Iran -
- Kazakhstan - 180
- Moldova - 11
- Myanmar -35
- CHDCND Triều Tiên -
- Nga - 500-800
- Syria - 36
- Tajikistan - 12
- Tanzania - 48
- Turkmenistan - 54
- Ukraina - 139
- Uzbekistan - 49
- Yemen - 13